# Mel jezici
Mel Jezici,  jedan od tri ogranka južnoatlantskih jezika, raširenih na prostorima Gvineje, Sijera Leone i Liberije. Obuhvaća ukupno (15) jezika viz.:
a. Bullom-Kissi (6) :
a1. Kissi (2):  južni kisi, sjeverni kissi,
a2. Bullom (4): bom, bullom so, krim, sherbro
b. Gola (1) Nigerija: gola,
c. Temne (8) :
c1. Baga (7) : baga binari, baga kaloum, baga koga, baga manduri, baga sitemu, baga sobané, landoma,
c2. Temne-Banta (1) Sijera Leone: themne

## Vanjske poveznice
- Ethnologue (14th)
- Ethnologue (15th)